# Тютчев Іван Артамонович
Іван Артамонович Тютчев (1834, Тамбовська губернія — 1893) — російський хімік, кристалограф.

## Біографія
1856 року закінчив Петербурзький університет. Від 1862 року був професором Київського університету. Від 1869 року працював у Польщі директором Новоолександрівського інституту сільського господарства та лісівництва в Пулавах.

## Наукова діяльність
Перші праці Тютчева стосувалися органічної хімії. Він вивчав гліколі, уперше синтезував кумінальдибензоат, S-ефір етилтіобензоат та деякі інші речовини. 1862 року, досліджуючи зразки карпатської (галицької) нафти, Тютчев піддав її піролізу. Цей дослід став першою спробою каталітичного крекінгу нафти.
Від 1869 року Тютчев працював переважно в галузі неорганічної хімії та мінералогії.